# Врањевићи (Фоча)
Врањевићи (Врњевићи) су насељено мјесто у општини Фоча, Република Српска, БиХ.

## Становништво
| Демографија | Демографија | Демографија |
| Година      | Становника  | Становника  |
| ----------- | ----------- | ----------- |
| 1991.       | 86          |             |